# Collegiata di San Martino (Colmar)
La Collegiata di San Martino (in francese: Collégiale Saint-Martin) è l'edificio religioso più importante della città di Colmar, chiesa parrocchiale dell'arcidiocesi di Strasburgo nella regione francese dell'Alsazia.
Soprannominata dai suoi abitanti la Cattedrale di San Martino per esserlo stata (illegalmente) durante la rivoluzione francese (vedi oltre), è uno dei più importanti esempi dell'architettura gotica della regione.

## Storia e descrizione

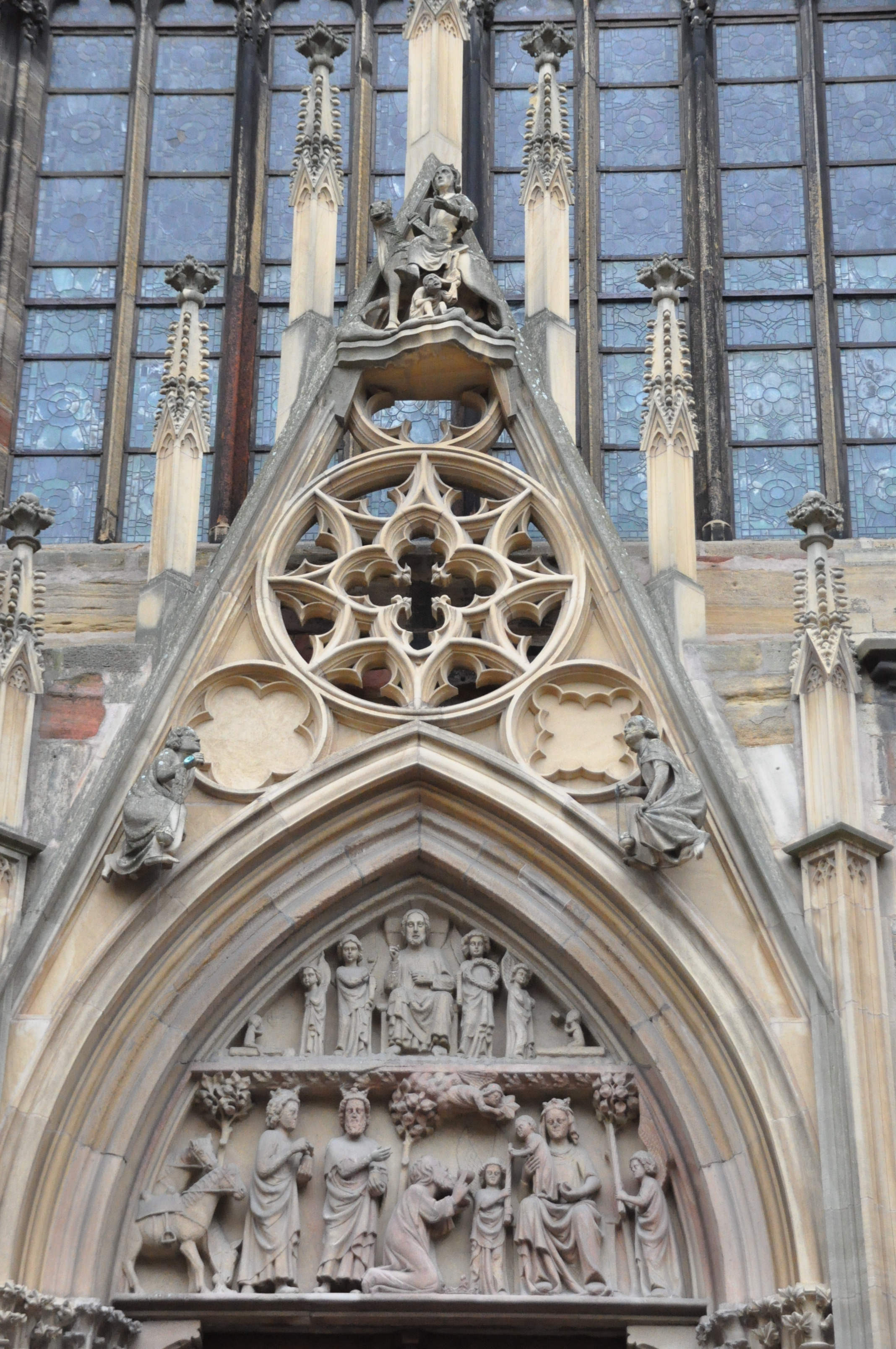
Il portale sulla facciata.

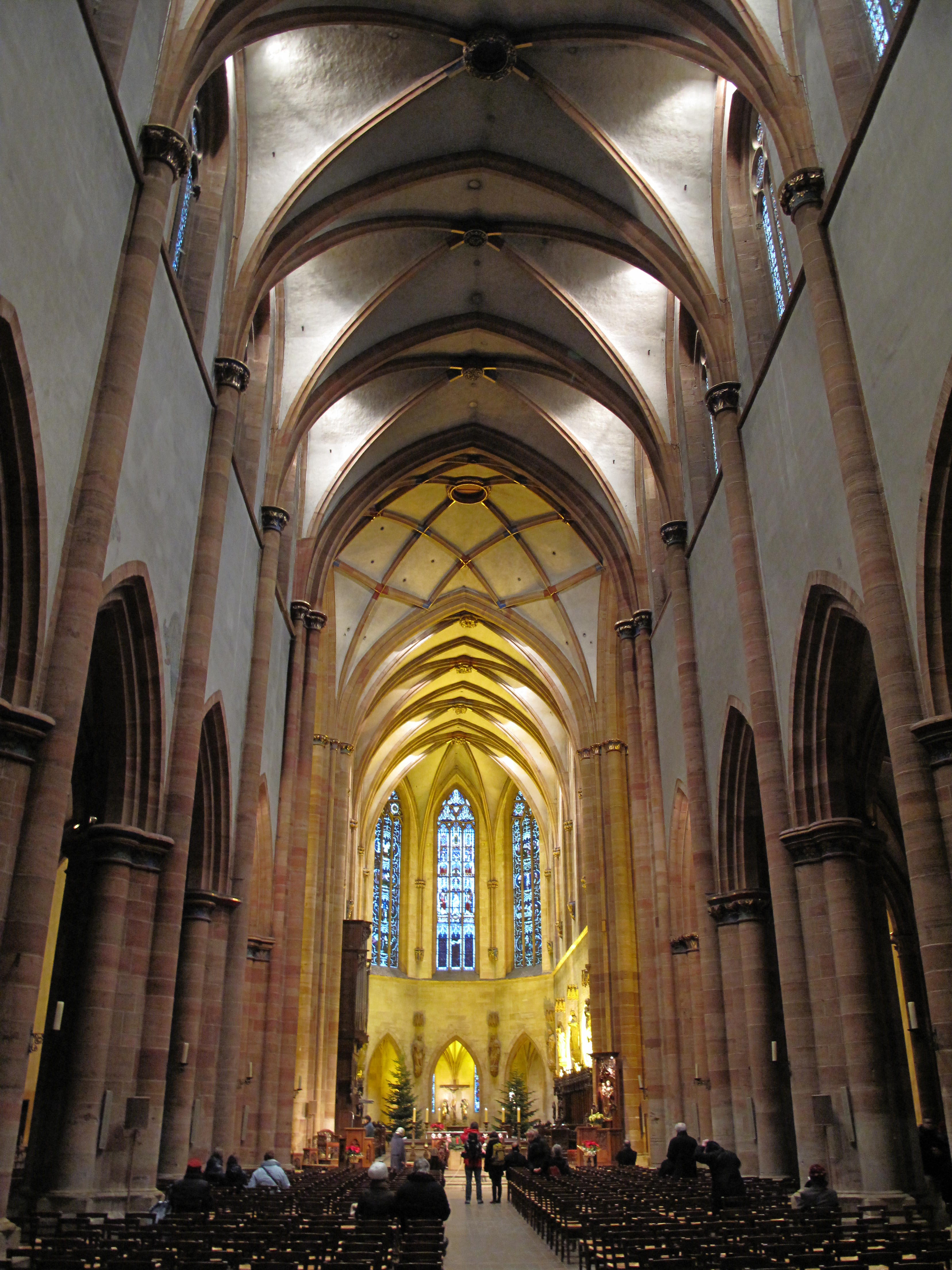
Veduta dell'interno.

Già prima dell'anno Mille in questo luogo sorgeva una Prepositurale in stile tardo-carolingio, dipendente dall'Abbazia di Munster, con abside quadrata, transetto di 19 metri per 8 e una navata lunga 15 metri. I suoi resti vennero rinvenuti attraverso gli scavi del 1982, insieme a quelli di una seconda chiesa, successiva, in stile romanico.
Papa Gregorio IX, attraverso una bolla pontificia del 1234 la eleva a collegiata, pur mantenendola sempre sotto l'autorità dell'Abbazia di Munster. Così nel 1237 si intraprese la costruzione di un nuovo e più ampio edificio in stile gotico, l'attuale, eretto su progetto dell'architetto Guglielmo di Marburgo e terminato verso il 1365-66.
Il cantiere ebbe inizio dal transetto, seguito dal piedicroce e dai due campanili della facciata (di cui il sinistro rimasto incompiuto) e terminato con l'erezione del coro e il suo deambulatorio.
La facciata principale, tripartita da pesanti contrafforti, presenta un bel portale duecentesco con i rilievi del timpano raffiguranti l'Adorazione dei Magi e il Giudizio universale. Un altro mirabile portale è quello, gemino, che si apre sulla fronte del transetto destro, con rilievi e sculture incentrate su San Nicola. Risalente al XIV secolo riporta la firma di Maistres Humbret.
Il 23 maggio del 1572 un incendio divampato nella chiesa distrusse la guglia della torre sud e tutte le coperture, compresa la guglia che si ergeva sulla crociera. Il tetto venne rifatto con la bella copertura a maioliche colorate, ispirate alla Collegiata di Thann; e la torre ebbe la copertura odierna.
Durante la Rivoluzione francese il Capitolo di San Martino venne soppresso e la chiesa divenne allora la Cattedrale costituzionale dell'Alto Reno. Dal 1802 è chiesa parrocchiale, anche se ha continuato a esser chiamata cattedrale (il titolo non fu mai riconosciuto da Roma ma la stessa piazza si chiama ancora Place de la Cathédrale) o collegiata.
Il 14 marzo del 1840 l'edificio venne definito Monumento storico di Francia.

### L'interno
L'interno dell'edificio è a pianta a croce latina con transetto e coro a deambulatorio. Il piedricroce è diviso in tre navate da pilastri polilobati con semicolonne addossate che arrivano fino alle volte a crociera. Si presenta assai spoglio dopo delle devastazioni della Rivoluzione. Conserva tuttavia qualche trittico del XVI-XVII secolo, gli stalli del coro, un Crocifisso ligneo del XIV secolo, nella cappella absidale, e il Grand'Organo del 1755 opera del mastro organaro strasburghese Johann Andreas Silbermann.
La collegiata ha inoltre ospitato per diversi secoli la famosa pala della Madonna nel Roseto, capolavoro di Martin Schongauer che la dipinse nel 1473. Rubata nel 1972 venne ritrovata l'anno successivo e poi conservata nella Chiesa dei Domenicani.

## Dimensioni
| Lunghezza interna: 78 m        |
| Larghezza del transetto : 34 m |
| Altezza delle volte: 20 m      |
| Altezza della torre : 71 m     |